# Масиас, Лусиано
Лусиа́но Анто́нио Ма́сиас Арге́нсио (исп. Luciano Alberto Macías Argenzio; 28 мая 1935, Milagro, Санта-Элена — 4 августа 2022, Гуаякиль) — эквадорский футболист, играл на позиции защитника. Один из самых титулованных игроков в истории гуаякильской «Барселоны».

## Биография

### Клубная карьера
В течение 20 сезонов Масиас играл за гуаякильскую «Барселону», в составе которой выиграл 5 чемпионских титулов. Он является одним из титулованных игроков в истории клуба, в котором на протяжении многих лет был капитаном.
Всего за «Барселону» сыграл более 370 матчей, но в 1962 году в течение некоторого времени играл за «Эмелек» вместе со своим многолетним одноклубником Висенте Лекаро. В 1972 году уехал в США, где играл за «Майами Торос», за который сыграл 10 матчей.

### Карьера в сборной
В составе сборной Эквадора принимал участие на трёх чемпионатах Южной Америки (1957,1963, 1967). Всего за сборную Эквадора сыграл 21 матч, в которых не отметился забитыми мячами.

### Смерть
Скончался 4 августа 2022 года в Гуаякиле в возрасте 87 лет после продолжительной болезни.

## Достижения
«Барселона» (Гуаякиль)"
- Чемпион Эквадора (5): 1960, 1963, 1966, 1970, 1971